# Gonioctena warchalowskii
Gonioctena (Gonioctena) warchalowskii – gatunek chrząszcza z rodziny stonkowatych i podrodziny Chrysomelinae.
Gatunek ten opisany został w 2007 roku przez M. Daccordiego i Ge S.Q. Epitet gatunkowy nadano na cześć Andrzeja Warchałowskiego.
Chrząszcz o wydłużonym ciele długości od 5,14 do 5,28 mm. Odnóża, spód ciała, przednia krawędź przedplecza, głowa, żuwaczki, czwarty człon głaszczków szczękowych i człony czułków od siódemego wzwyż czarne. Pierwszych sześć członów czułków rudobrązowe. Trzy pierwsze człony głaszczków szczękowych, hypomera przedtułowia, tło przedplecza i pokryw ciemnobrązowe. Pokrywy z małymi, zaokrąglonymi plamkami czarnej barwy na guzach barkowych. Punktowanie pośrodku przedplecza mniejsze i rzadkie, po bokach gęste i większe. Regularne rzędy na pokrywach złożone z punktów wielkości tych po bokach przedplecza, natomiast punktowanie międzyrzędów rzadkie i delikatne. Edeagus samca ma dwa symetryczne, szerokie wklęśnięcia po bokach, w pobliżu wierzchołka.
Owad znany wyłącznie z Hubei w Chinach.